# Saison 2022 du Mercury de Phoenix
La saison 2022 du Mercury de Phoenix est la 25e saison de la franchise en WNBA.

## Draft
| Tour | Choix | Joueur         | Poste | Nationalité | Provenance               |
| ---- | ----- | -------------- | ----- | ----------- | ------------------------ |
| 3    | 26    | Maya Dodson    | F     | États-Unis  | University of Notre Dame |
| 3    | 32    | Macee Williams | F     | États-Unis  | Jaguars d'IUPUI (en)     |

## Matchs

### Pré-saison
| Pré-saison Total: 0-1 (Domicile : 0-1; Extérieur : 0-0) |

| Match | Date match | Équipe  | Score   | Meilleur marqueur | Meilleur rebondeur  | Meilleur passeur         | Lieux Spectateurs      | Série |
| ----- | ---------- | ------- | ------- | ----------------- | ------------------- | ------------------------ | ---------------------- | ----- |
| 1     | 28 avril   | Seattle | D 78-82 | Tina Charles (16) | Kristine Anigwe (8) | Skylar Diggins-Smith (8) | Footprint Center 2 759 | 0 - 1 |

### Saison régulière
| Saison régulière Total: 15-21 (Domicile : 11-7; Extérieur : 4-14) |

| Match | Date match | Équipe        | Score    | Meilleur marqueur         | Meilleur rebondeur  | Meilleur passeur         | Lieux Spectateurs           | Série |
| ----- | ---------- | ------------- | -------- | ------------------------- | ------------------- | ------------------------ | --------------------------- | ----- |
| 1     | 6 mai      | Las Vegas     | D 88-106 | Skylar Diggins-Smith (25) | Taurasi, Simms (4)  | Diana Taurasi (9)        | Footprint Center -          | 0 - 1 |
| 2     | 11 mai     | Seattle       | V 97-77  | Tina Charles (22)         | Tina Charles (11)   | Diggins-Smith, Peddy (6) | Footprint Center 6 098      | 1 - 1 |
| 3     | 14 mai     | @ Seattle     | V 69-64  | Diana Taurasi (24)        | Brianna Turner (14) | Skylar Diggins-Smith (5) | Climate Pledge Arena 12 453 | 2 - 1 |
| 4     | 17 mai     | @ Las Vegas   | D 74-86  | Tina Charles (17)         | Tina Charles (9)    | Skylar Diggins-Smith (6) | Michelob Ultra Arena -      | 2 - 2 |
| 5     | 19 mai     | Dallas        | D 84-94  | Diana Taurasi (31)        | Tina Charles (11)   | Peddy, Taurasi (5)       | Footprint Center -          | 2 - 3 |
| 6     | 21 mai     | @ Las Vegas   | D 80-100 | Diamond DeShields (19)    | Brianna Turner (8)  | Diana Taurasi (7)        | Michelob Ultra Arena 5 572  | 2 - 4 |
| 7     | 25 mai     | @ Los Angeles | D 94-99  | Skylar Diggins-Smith (28) | Tina Charles (7)    | Diamond DeShields (9)    | Crypto.com Arena 4 020      | 2 - 5 |
| 8     | 27 mai     | @ Atlanta     | D 54-81  | Diamond DeShields (23)    | Brianna Turner (8)  | Skylar Diggins-Smith (5) | Gateway Center Arena 3 138  | 2 - 6 |
| 9     | 31 mai     | @ Chicago     | D 70-73  | Tina Charles (25)         | Brianna Turner (9)  | Skylar Diggins-Smith (8) | Wintrust Arena 5 133        | 2 - 7 |

| Match | Date match | Équipe       | Score        | Meilleur marqueur         | Meilleur rebondeur       | Meilleur passeur           | Lieux Spectateurs                    | Série  |
| ----- | ---------- | ------------ | ------------ | ------------------------- | ------------------------ | -------------------------- | ------------------------------------ | ------ |
| 10    | 3 juin     | Connecticut  | D 88-92      | Diana Taurasi (32)        | Skylar Diggins-Smith (6) | Skylar Diggins-Smith (6)   | Footprint Center 7 180               | 2 - 8  |
| 11    | 5 juin     | Los Angeles  | V 81-74      | Skylar Diggins-Smith (29) | Brianna Turner (9)       | Diana Taurasi (7)          | Footprint Center 10 151              | 3 - 8  |
| 12    | 10 juin    | Atlanta      | V 90-88      | Diana Taurasi (23)        | Brianna Turner (13)      | Diana Taurasi (6)          | Footprint Center 7 650               | 4 - 8  |
| 13    | 12 juin    | @ Washington | V 99-90 (OT) | Skylar Diggins-Smith (27) | Brianna Turner (10)      | Diana Taurasi (7)          | Entertainment and Sports Arena 4 200 | 5 - 8  |
| 14    | 14 juin    | @ Washington | D 65-83      | Diamond DeShields (21)    | Diamond DeShields (8)    | Skylar Diggins-Smith (8)   | Entertainment and Sports Arena 3 088 | 5 - 9  |
| 15    | 15 juin    | @ Indiana    | V 93-80      | Tina Charles (29)         | Brianna Turner (10)      | Shey Peddy (7)             | Indiana Farmers Coliseum 1 824       | 6 - 9  |
| 16    | 17 juin    | @ Dallas     | D 88-93      | Tina Charles (27)         | Tina Charles (9)         | Skylar Diggins-Smith (10)  | College Park Center 3 140            | 6 - 10 |
| 17    | 21 juin    | Minnesota    | D 71-84      | Skylar Diggins-Smith (25) | Tina Charles (7)         | Skylar Diggins-Smith (6)   | Footprint Center 6 394               | 6 - 11 |
| 18    | 23 juin    | @ Minnesota  | D 88-100     | Tina Charles (26)         | Brianna Turner (8)       | Skylar Diggins-Smith (5)   | Target Center 8 004                  | 6 - 12 |
| 19    | 25 juin    | @ Dallas     | V 83-72      | Skylar Diggins-Smith (26) | Diamond DeShields (10)   | Shey Peddy (6)             | College Park Center 4 240            | 7 - 12 |
| 20    | 27 juin    | Indiana      | V 83-71      | Diana Taurasi (27)        | Brianna Turner (8)       | Shey Peddy (5)             | Footprint Center 5 044               | 8 - 12 |
| 21    | 29 juin    | Indiana      | V 99-78      | Skylar Diggins-Smith (17) | Brianna Turner (11)      | Diggins-Smith, Taurasi (7) | Footprint Center 5 833               | 9 - 12 |

| Match                   | Date match | Équipe        | Score           | Meilleur marqueur         | Meilleur rebondeur       | Meilleur passeur          | Lieux Spectateurs       | Série   |
| ----------------------- | ---------- | ------------- | --------------- | ------------------------- | ------------------------ | ------------------------- | ----------------------- | ------- |
| 22                      | 2 juillet  | @ Chicago     | D 75-91         | Skylar Diggins-Smith (25) | Diamond DeShields (9)    | Shey Peddy (6)            | Wintrust Arena 8 028    | 9 - 13  |
| 23                      | 4 juillet  | @ Los Angeles | D 75-78         | Skylar Diggins-Smith (22) | Peddy, Cunningham (6)    | Diana Taurasi (6)         | Crypto.com Arena 3 340  | 9 - 14  |
| 24                      | 7 juillet  | New York      | V 84-81         | Taurasi, Cunningham (23)  | Skylar Diggins-Smith (7) | Skylar Diggins-Smith (9)  | Footprint Center -      | 10 - 14 |
| WNBA All-Star Game 2022 |            |               |                 |                           |                          |                           |                         |         |
| 25                      | 12 juillet | @ Minnesota   | D 107-118 (2OT) | Sophie Cunningham (36)    | Shey Peddy (10)          | Skylar Diggins-Smith (10) | Target Center 6 503     | 10 - 15 |
| 26                      | 14 juillet | Washington    | V 80-75         | Diana Taurasi (29)        | Taurasi, Cunningham (7)  | Skylar Diggins-Smith (9)  | Footprint Center -      | 11 - 15 |
| 27                      | 17 juillet | Atlanta       | D 75-85         | Diana Taurasi (23)        | Sophie Cunningham (9)    | Shey Peddy (5)            | Footprint Center 7 963  | 11 - 16 |
| 28                      | 22 juillet | Seattle       | V 94-78         | Skylar Diggins-Smith (35) | Taurasi, Peddy (7)       | Diana Taurasi (7)         | Footprint Center 14 162 | 12 - 16 |
| 29                      | 28 juillet | Los Angeles   | V 90-80         | Diana Taurasi (30)        | Brianna Turner (7)       | Skylar Diggins-Smith (6)  | Footprint Center 8 124  | 13 - 16 |
| 30                      | 31 juillet | @ New York    | D 69-89         | Sophie Cunningham (21)    | Shey Peddy (12)          | Skylar Diggins-Smith (11) | Barclays Center 6 433   | 13 - 17 |

| Match | Date match | Équipe        | Score   | Meilleur marqueur              | Meilleur rebondeur   | Meilleur passeur         | Lieux Spectateurs       | Série   |
| ----- | ---------- | ------------- | ------- | ------------------------------ | -------------------- | ------------------------ | ----------------------- | ------- |
| 31    | 2 août     | @ Connecticut | D 63-87 | Cunningham, Diggins-Smith (15) | Brianna Turner (6)   | Diggins-Smith, Peddy (4) | Mohegan Sun Arena 6 130 | 13 - 18 |
| 32    | 4 août     | @ Connecticut | D 64-77 | Skylar Diggins-Smith (16)      | Brianna Turner (12)  | Brianna Turner (7)       | Mohegan Sun Arena 6 215 | 13 - 19 |
| 33    | 6 août     | New York      | V 76-62 | Diamond DeShields (25)         | Trois joueuses (8)   | Brianna Turner (4)       | Footprint Center 11 724 | 14 - 19 |
| 34    | 10 août    | Minnesota     | D 77-86 | Sophie Cunningham (24)         | Shey Peddy (10)      | Diamond DeShields (10)   | Footprint Center 7 307  | 14 - 20 |
| 35    | 12 août    | Dallas        | V 86-74 | Diamond DeShields (24)         | Trois joueuses (5)   | Shey Peddy (8)           | Footprint Center 8 047  | 15 - 20 |
| 36    | 14 août    | Chicago       | D 67-82 | Simms, Gustafson (12)          | Megan Gustafson (10) | Yvonne Turner (4)        | Footprint Center 12 383 | 15 - 21 |

### Playoffs
| Playoffs Total: 0-2 (Domicile : 0-0; Extérieur : 0-2) |

| Match | Date match | Équipe      | Score    | Meilleur marqueur      | Meilleur rebondeur  | Meilleur passeur    | Lieux Spectateurs          | Série |
| ----- | ---------- | ----------- | -------- | ---------------------- | ------------------- | ------------------- | -------------------------- | ----- |
| 1     | 17 août    | @ Las Vegas | D 63-79  | Diamond DeShields (18) | Brianna Turner (16) | Shey Peddy (5)      | Footprint Center 8 725     | 0 - 1 |
| 2     | 20 août    | @ Las Vegas | D 80-117 | Kaela Davis (23)       | Brianna Turner (7)  | Quatre joueuses (3) | Michelob Ultra Arena 9 126 | 0 - 2 |

### Confrontations en saison régulière
| Conférence Est | Conférence Est                            | Conférence Est                            | Conférence Est                            | Conférence Est                            | Conférence Ouest                          | Conférence Ouest                          | Conférence Ouest                          | Conférence Ouest                          | Conférence Ouest                          |
| Équipe         | Domicile                                  | Domicile                                  | Extérieur                                 | Extérieur                                 | Équipe                                    | Domicile                                  | Domicile                                  | Extérieur                                 | Extérieur                                 |
| -------------- | ----------------------------------------- | ----------------------------------------- | ----------------------------------------- | ----------------------------------------- | ----------------------------------------- | ----------------------------------------- | ----------------------------------------- | ----------------------------------------- | ----------------------------------------- |
| Atlanta        | 90-88                                     |                                           | 54-81                                     |                                           | Dallas                                    | 84-94                                     | 86-74                                     | 88-93                                     | 83-72                                     |
| Chicago        | 75-85                                     | 67-82                                     | 70-73                                     | 75-91                                     | Las Vegas                                 | 88-106                                    |                                           | 74-86                                     | 80-100                                    |
| Connecticut    | 88-92                                     |                                           | 63-87                                     | 64-77                                     | Los Angeles                               | 81-74                                     | 90-80                                     | 94-99                                     | 75-78                                     |
| Indiana        | 83-71                                     | 99-78                                     | 93-80                                     |                                           | Minnesota                                 | 71-84                                     | 77-86                                     | 88-100                                    | 107-118                                   |
| New York       | 84-81                                     | 76-62                                     | 69-89                                     |                                           |                                           |                                           |                                           |                                           |                                           |
| Washington     | 80-75                                     |                                           | 99-90                                     | 65-83                                     | Seattle                                   | 97-77                                     | 94-78                                     | 69-64                                     |                                           |
| Conférence     | 8-10 (Domicile : 6-3; Extérieur : 2-7)    | 8-10 (Domicile : 6-3; Extérieur : 2-7)    | 8-10 (Domicile : 6-3; Extérieur : 2-7)    | 8-10 (Domicile : 6-3; Extérieur : 2-7)    | Conférence                                | 7-11 (Domicile : 5-4; Extérieur : 2-7)    | 7-11 (Domicile : 5-4; Extérieur : 2-7)    | 7-11 (Domicile : 5-4; Extérieur : 2-7)    | 7-11 (Domicile : 5-4; Extérieur : 2-7)    |
| Total          | 15-21 (Domicile : 11-7; Extérieur : 4-14) | 15-21 (Domicile : 11-7; Extérieur : 4-14) | 15-21 (Domicile : 11-7; Extérieur : 4-14) | 15-21 (Domicile : 11-7; Extérieur : 4-14) | 15-21 (Domicile : 11-7; Extérieur : 4-14) | 15-21 (Domicile : 11-7; Extérieur : 4-14) | 15-21 (Domicile : 11-7; Extérieur : 4-14) | 15-21 (Domicile : 11-7; Extérieur : 4-14) | 15-21 (Domicile : 11-7; Extérieur : 4-14) |

## Classements
| Classement | Classement                | Classement | Classement | Classement | Classement | Classement | Classement |
| No         | Franchise                 | Vic.       | Def.       | MJ         | V/D        | GB         |            |
| ---------- | ------------------------- | ---------- | ---------- | ---------- | ---------- | ---------- | ---------- |
| 1          | x - Aces de Las Vegas     | 26         | 10         | 36         | .722       | -          |            |
| 2          | x - Sky de Chicago        | 26         | 10         | 36         | .722       | -          |            |
| 3          | x - Sun du Connecticut    | 25         | 11         | 36         | .694       | 1          |            |
| 4          | x - Storm de Seattle      | 22         | 14         | 36         | .611       | 4          |            |
| 5          | x - Mystics de Washington | 22         | 14         | 36         | .611       | 4          |            |
| 6          | x - Wings de Dallas       | 18         | 18         | 36         | .500       | 8          |            |
| 7          | x - Liberty de New York   | 16         | 20         | 36         | .444       | 10         |            |
| 8          | x - Mercury de Phoenix    | 15         | 21         | 36         | .417       | 11         |            |
|            |                           |            |            |            |            |            |            |
| 9          | o - Lynx du Minnesota     | 14         | 22         | 36         | .389       | 12         |            |
| 10         | o - Dream d'Atlanta       | 14         | 22         | 36         | .389       | 12         |            |
| 11         | o - Sparks de Los Angeles | 13         | 23         | 36         | .361       | 13         |            |
| 12         | o - Fever de l'Indiana    | 5          | 31         | 36         | .139       | 21         |            |

| 1 | Aces de Las Vegas     | 9 | 1 | 10 | +102 |
| 2 | Storm de Seattle      | 6 | 4 | 10 | +23  |
| 3 | Wings de Dallas       | 5 | 5 | 10 | +13  |
| 4 | Lynx du Minnesota     | 4 | 6 | 10 | +1   |
| 5 | Mercury de Phoenix    | 3 | 7 | 10 | -43  |
| 6 | Sparks de Los Angeles | 3 | 7 | 10 | -96  |

Playoffs
|  | Premier tour | Premier tour        | Premier tour       |                    |                    | Demi-finales      | Demi-finales | Demi-finales |  |  | Finale | Finale            | Finale |
|  |              |                     |                    |                    |                    |                   |              |              |  |  |        |                   |        |
|  | 1            | Aces de Las Vegas   | 2                  |                    |                    |                   |              |              |  |  |        |                   |        |
|  | 8            | Mercury de Phoenix  | 0                  |                    |                    |                   |              |              |  |  |        |                   |        |
|  | 8            | Mercury de Phoenix  | 0                  |                    | 1                  | Aces de Las Vegas | 3            |              |  |  |        |                   |        |
|  |              |                     |                    |                    | 1                  | Aces de Las Vegas | 3            |              |  |  |        |                   |        |
|  |              | 4                   | Storm de Seattle   | 1                  |                    |                   |              |              |  |  |        |                   |        |
|  | 4            | 4                   | Storm de Seattle   | 1                  | Storm de Seattle   | 2                 |              |              |  |  |        |                   |        |
|  | 4            |                     |                    |                    | Storm de Seattle   | 2                 |              |              |  |  |        |                   |        |
|  | 5            | Mystics Washington  | 0                  |                    |                    |                   |              |              |  |  |        |                   |        |
|  |              |                     |                    |                    |                    |                   |              |              |  |  | 1      | Aces de Las Vegas | 3      |
|  |              |                     | 3                  | Sun du Connecticut | 1                  |                   |              |              |  |  |        |                   |        |
|  | 2            | Sky de Chicago      | 2                  |                    |                    |                   |              |              |  |  |        |                   |        |
|  | 7            | Liberty de New York | 1                  |                    |                    |                   |              |              |  |  |        |                   |        |
|  | 7            | Liberty de New York | 1                  |                    | 2                  | Sky de Chicago    | 2            |              |  |  |        |                   |        |
|  |              |                     |                    |                    | 2                  | Sky de Chicago    | 2            |              |  |  |        |                   |        |
|  |              | 3                   | Sun du Connecticut | 3                  |                    |                   |              |              |  |  |        |                   |        |
|  | 3            | 3                   | Sun du Connecticut | 3                  | Sun du Connecticut | 2                 |              |              |  |  |        |                   |        |
|  | 3            |                     |                    |                    | Sun du Connecticut | 2                 |              |              |  |  |        |                   |        |
|  | 6            | Wings de Dallas     | 1                  |                    |                    |                   |              |              |  |  |        |                   |        |